# 郭民敬
郭民敬（1514年—？），字子莊，號聚菴，山西大同府山陰縣人，軍籍，明朝政治人物。

## 生平
嘉靖十三年（1534年）甲午科山西鄉試第四十五名舉人。嘉靖二十六年（1547年）中式丁未科會試第二百七十一名，登第三甲第一百三十二名進士。都察院觀政，授寿光知县，三十一年正月选授贵州道试御史，七月实授，复除湖广道御史。

## 家族
曾祖郭九齡；祖父郭瓚；父郭冕，監生。前母高氏；前母劉氏；母王氏。兄民望；弟民信。